# Становец
Становец е село в Североизточна България. То се намира в община Хитрино, област Шумен.

## География
Село Становец се намира на около 30 km на север от областния център град Шумен.

## История
Селото е чисто българско и с това се отличава от многото други села в Лудогорието или т. нар. Делиорман. Има две махали: горна и долна или по-скоро едната е на по-високото, а другата е по в ниското. В Долната махала е и класическата чешма с хубава изворна вода, а в центъра на селото и на най-възвишеното място се намира църквата „Свето Вознесение Господне“, строена с пожертвования на селяните през 1932 или 1938 година. Строена е вероятно върху стара черква. Църквата е много красива, от дялани камъни. Свещеник на селото е прот. Андрей Стефанов от гр. Нови пазар. Има паметни плочи на много хора от селото, загинали във войните (през годините 1912 – 1913). Селото се състои от около 30 къщи, като само няколко се намират във вътрешността, останалите са обградени от поля или гори.
Също така в близост до селото се намира местността (пирлица), с чешма датираща от римско време, също така до тази чешма е имало и римско селище, чийто останки могат да се видят. На 2 km от селото е имало водна мелница, каменните колела все още стоят.

## Културни и природни забележителности
Близо до село Становец минава черен път, по който са минавали римляните.
Църквата „Св. Вознесение Господне“ се намира в центъра на с. Становец, в неговата най-висока част.
Храмът е изграден върху основите на по-стара църква в самия край на XIX в. (1899 г.), но носи всички белези на възрожденската църковна архитектура.
По план църквата е еднокорабна, едноапсидна с полуцилиндрично сводесто покритие. Главнят вход е от запад, пред който има дървен открит навес, като в северната му част е обособено малко помещение. На южната стена има втори вход. Масивният градеж на храма е от идеално обработени каменни блокове споени с хоросан. Гладките отвън стени са разнообразени с по три прозореца на северната и южната стена и един на източната, в средата на апсидата. Горната си част стените завършват с каменен фриз, който опасва цялата сграда. Четирискатовият покрив е покрит с керемиди.
Отвътре стените не са покрити със стенописи. Интериорът е обогатен с иконостас, на който иконите днес липсват. В западната част на наоса има дървен балкон за църковния хор.
Целият църковен двор около черквата е ограден с красив зид от обработени камъни, който на места е полуразрушен.
Понастоящем становската черква „Св. Възнесение“ е недействаща, занемарена и изоставеня тя се намира в окаяно състояние.

## Население
Численост на населението според преброяванията през годините:
| \| Година на преброяване \| Численост \| \| --------------------- \| --------- \| \| 1934 \| 359 \| \| 1946 \| 309 \| \| 1956 \| 264 \| \| 1965 \| 173 \| \| 1975 \| 84 \| \| 1985 \| 40 \| \| 1992 \| 45 \| \| 2001 \| 34 \| \| 2011 \| 30 \| \| 2021 \| 26 \| |           |
| Година на преброяване | Численост |
| 1934 | 359       |
| 1946 | 309       |
| 1956 | 264       |
| 1965 | 173       |
| 1975 | 84        |
| 1985 | 40        |
| 1992 | 45        |
| 2001 | 34        |
| 2011 | 30        |
| 2021 | 26        |

### Етнически състав

#### Преброяване на населението през 2011 г.
Численост и дял на етническите групи според преброяването на населението през 2011 г.:
|                     | Численост | Дял (в %) |
| Общо                | 30        | 100.00    |
| Българи             | 28        | 93.33     |
| Турци               | –         | –         |
| Цигани              | ?         | ?         |
| Други               | –         | –         |
| Не се самоопределят | ?         | ?         |
| Неотговорили        | –         | –         |